# Luigi Settembrini
Luigi Settembrini, född 17 april 1813 i Neapel, död där 4 november 1876, var en italiensk litteraturhistoriker.
Settembrini blev 1849 som politisk förbrytare dömd till livstids fängelse, men satt fängslad endast tio år. Efter Italiens enande kallades Settembrini till professor vid Neapels universitet.